# Kiliki
Los Kilikis son unos de los componentes de la comparsa de gigantes y cabezudos de Pamplona (Navarra).

## Descripción
Los kilikis de Pamplona son 6. Se les distingue de los cabezudos, por ser de menor tamaño, e ir todos tocados con un tricornio. Su peso oscila entre los 10 y los 12,5 kg. Además llevan en su mano una verga de espuma con la que golpean a niños (y no tan niños). Antiguamente esta verga estaba realizada con cuero o con una vejiga animal, curtida e inflada.
El origen de los kilikis se remonta al siglo XVI. Por esos tiempos eran denominados gigantillos. Más tarde, a mediados del XIX, les nombraban como cabezudos e incluso como bocaparteras. El origen de la palabra kiliki es desconocido, aunque algunos autores apuntan a que proviene del euskera kili-kili, que se traduciría como cosquilla, moscorra, curda.

## Apariciones destacables
- Gómez Martínez, Jesús Carlos (2001). La historia secreta de los kilikis de Pamplona. Ediciones Fecit. [3]
- Gómez Martínez, Jesús Carlos (2012). Siniestro Caravinagre. Ediciones Eunate. [4]
- Gómez Martínez, Jesús Carlos (2023). Noticia del terrible kiliki Coletas. Ulzama Ediciones. [5]